# Liam Delap
Liam Rory Delap (Winchester, 8 de fevereiro de 2003) é um futebolista inglês-irlandês que atua como atacante. Atualmente joga no Chelsea.

## Carreira

### Manchester City
Delap começou na base do Derby County aos seis anos de idade, onde passou os 10 anos seguintes antes de ingressar na academia do Manchester City em 2019, impressionando desde jovem e tendo atuado em diversas categorias de base pela Seleção Inglesa. Ele marcou um gol e deu assistência para outros dois na final da Copa da Premier League Sub-18 de 2020. Em 20 jogos pelo time sub-23 do Manchester City, Delap marcou 24 gols e deu 5 assistências, e o clube conquistou um título recorde da liga.
Em 24 de setembro de 2020, Delap fez sua estreia no time principal em uma vitória em casa por 2 a 1 contra o Bournemouth na Copa da Liga Inglesa, marcando seu primeiro gol profissional aos 18 minutos. Após a partida, o técnico Pep Guardiola o elogiou e confirmou que Delap continuaria treinando com o time principal. Três dias depois, ele fez sua estreia na Premier League na derrota em casa por 5 a 2 para o Leicester, entrando no lugar de Fernandinho aos 51 minutos. Em abril de 2021, Guardiola confirmou que Delap seria promovido permanentemente ao time principal antes da temporada seguinte. Delap conquistou seu primeiro troféu em 25 de abril, quando o City derrotou o Tottenham por 1 a 0 na final da Copa da Liga Inglesa no Estádio de Wembley. Delap, no entanto, não foi convocado e teve que acompanhar a partida das arquibancadas.
Durante a pré-temporada de 2021, Delap sofreu uma lesão no pé, o que o levou a perder a Supercopa da Inglaterra contra o Leicester City, que o Manchester City perdeu por 1 a 0, e a estreia na Premier League de 2021–22 contra o Tottenham, que também perdeu por 1 a 0. Em 20 de agosto, em meio ao interesse de vários clubes da EFL Championship que buscavam emprestá-lo, Delap assinou uma extensão de contrato de três anos com o Manchester City. Após uma série de lesões, ele fez sua primeira aparição na temporada como substituto na partida da 3ª rodada da Copa da Inglaterra contra o Fulham em fevereiro de 2022, e também entrou na vitória por 4 a 0 sobre o Norwich City na Premier League, sofrendo o pênalti pelo quarto gol. Em 15 de fevereiro de 2022, Delap fez sua estreia na Liga dos Campeões da UEFA na primeira partida das oitavas de final, como substituto de Bernardo Silva, em uma vitória por 5 a 0 fora de casa sobre o campeão da Primeira Liga, Sporting.

#### Empréstimos para o Stoke City e Preston North End
Em 18 de agosto de 2022, Delap foi emprestado ao  Stoke City para a temporada 2022-23. Ele marcou seu primeiro gol pelo Stoke na vitória por 3 a 1 sobre o Sheffield United em 8 de outubro de 2022. Depois de fazer 23 partidas pelo Stoke, marcando três gols, Delap foi chamado pelo Manchester City em 12 de janeiro de 2023 e foi enviado para o Preston North End pelo restante da temporada 2022-23.

#### Empréstimo para o Hull City
Em 2 de julho de 2023, Delap foi emprestado ao Hull City por uma temporada. Ele estreou em 5 de agosto de 2023 na derrota por 2 a 1 para o Norwich City, marcando o primeiro gol da partida. Delap foi nomeado Jogador do Mês do Hull City em dezembro de 2023.

### Ipswich Town
Em 13 de julho de 2024, Delap se juntou ao recém-promovido clube da Premier League, Ipswich Town, em um acordo permanente de até 20 milhões de libras em um contrato de cinco anos. Delap marcou seu primeiro gol pelo clube em 31 de agosto, abrindo o placar no empate por 1 a 1 com o Fulham. Em 29 de setembro, ele marcou os dois gols no empate em casa por 2 a 2 com o  Aston Villa, tornando-se o primeiro jogador do Ipswich a marcar duas vezes em uma partida da Premier League desde Marcus Bent em março de 2002. Em 30 de dezembro, Delap marcou e deu assistência na vitória por 2 a 0 sobre o Chelsea, ajudando o clube a vencer seu primeiro jogo em casa na Premier League desde 2002, bem como sua primeira vitória sobre o Blues desde 1993. Ele terminou a temporada com 12 gols, terminando como artilheiro do clube.

### Chelsea
Em 4 de junho de 2025, o Chelsea, clube da Premier League, concluiu a contratação de Delap por um contrato de seis anos, acionando uma cláusula de rescisão estimada em 30 milhões de libras. Delap estreou pelo Chelsea em 16 de junho, na partida de abertura do Mundial de Clubes FIFA de 2025, dando uma assistência para o gol de Enzo Fernández na vitória por 2 a 0 sobre o Los Angeles FC. Ele marcou seu primeiro gol pelo Chelsea em 24 de junho contra o ES Tunis na última partida do grupo.
Em 19 de junho de 2025, foi anunciado que Delap era um dos seis indicados ao prêmio de Jogador Jovem do Ano da PFA.

## Seleção Inglesa
Delap representou seu país natal, a Inglaterra, em todos os níveis de base, mas continua elegível para representar a Irlanda em nível internacional por meio de sua ancestralidade.
Delap terminou como artilheiro do Torneio Mercedes-Benz Aegean de 2019 pela Inglaterra Sub-16 na Turquia e, mais tarde naquele ano, marcou duas vezes pela Inglaterra Sub-17 em uma partida contra a Áustria. Em 29 de março de 2021, Delap marcou em sua única aparição pela seleção sub-18 da Inglaterra durante uma vitória por 2 a 0 fora de casa contra o País de Gales no Estádio Leckwith.
Em 23 de março de 2022, Delap fez sua estreia no Sub-19 como substituto na vitória por 3 a 1 sobre a Irlanda durante as eliminatórias do Campeonato Europeu de Futebol Sub-19 de 2022 no Estádio Bescot. Em 17 de junho de 2022, Delap foi incluído na seleção sub-19 da Inglaterra para o Campeonato Europeu Sub-19 da UEFA de 2022. Ele marcou o único gol da partida na última partida do grupo. Em 1º de julho de 2022, Delap saiu do banco durante a prorrogação da final e ajudou Aaron Ramsey a marcar o último gol da partida, quando a Inglaterra derrotou Israel por 3 a 1 para vencer o torneio.
Em 21 de setembro de 2022, Delap fez sua estreia pela seleção da Inglaterra Sub-20 e marcou durante uma vitória por 3 a 0 sobre o Chile na Pinatar Arena. Em 10 de maio de 2023, Delap foi incluído na seleção da Inglaterra para a Copa do Mundo FIFA Sub-20 de 2023. Ele foi titular na última partida da fase de grupos contra o Iraque e também entrou como substituto no segundo tempo durante a eliminação nas oitavas de final contra a Itália.
Em 11 de setembro de 2023, Delap fez sua estreia marcando gols pela Inglaterra Sub-21 durante uma vitória por 3 a 0 nas eliminatórias do Campeonato Europeu de Futebol Sub-21 de 2025, fora de casa, contra Luxemburgo. Ele também marcou na próxima partida das eliminatórias contra a Sérvia. Em março de 2025, Delap marcou seu terceiro e último gol pelo Sub-21 durante uma derrota fora de casa para a França no Stade du Moustoir. Ele foi incluído no elenco de treinamento da Inglaterra para o Campeonato Europeu Sub-21 de 2025, mas Delap acabou sendo retirado das competições daquele torneio devido a compromissos com o Chelsea.

## Vida pessoal
Delap nasceu em Winchester, Hampshire, e é filho do ex-jogador de futebol profissional Rory Delap, que representou a Seleção Irlandesa de Futebol. Seu irmão, Finn Delap, também é jogador profissional. Seu avô paterno e três tios-avôs são originários de Letterkenny, Condado de Donegal, enquanto sua avó paterna é de Moynalty, Condado de Meath.

## Títulos
Manchester City
- Copa da Liga Inglesa: 2020–21[63]

Chelsea
- Mundial de Clubes FIFA: 2025[64]

Seleção Inglesa Sub-19
- Campeonato Europeu de Futebol Sub-19: 2022[65]

### Prêmios individuais
- Jogador Jovem do Ano do Ipswich Town: 2024–25[66]
- Jogador do Ano do Ipswich Town: 2024–25[66]
- Gol da Temporada do Ipswich Town: 2024–25[66]